# Road Rash
Road Rash è un videogioco di motociclismo sviluppato e pubblicato dalla Electronic Arts, nel quale il giocatore viene coinvolto in violentissime gare di motociclismo illegali. Il videogioco è stato originariamente pubblicato per Sega Mega Drive, ed in seguito convertito per numerosi altri sistemi.
Il titolo del videogioco è basato sulla terminologia slang e fa riferimento alle gravi ustioni derivate dagli attriti che possono verificarsi durante una gara di motociclismo, quando la pelle entra in contatto con l'asfalto ad alta velocità.
Nel 1999 Pacific Coast Power & Light ha realizzato una conversione del gioco per Nintendo 64.

## Modalità di gioco
Presentato da un punto di vista in terza persona, simile a quello di Hang-On, il giocatore partecipa ad una gara di motociclismo illegale e deve riuscire a piazzarsi nelle prime tre posizioni per qualificarsi. I partecipanti, oltre a dover evitare ostacoli naturali come il traffico, possono anche sferrarsi calci e pugni, nel tentativo di far cadere l'avversario e fargli perdere così del tempo; occasionalmente gli avversari hanno manganelli o catene, che il giocatore può riuscire ad afferrare per usarle a sua volta. È presente anche la polizia, e se il giocatore cade di sella quando la polizia è vicina viene arrestato e la gara termina. Una volta ottenuta la qualifica in tutte 5 le piste presenti si accede alle gare di livello successivo, i percorsi presenti sono gli stessi ma di lunghezza maggiore e gli avversari diventano molto più aggressivi e veloci. Ogni piazzamento in ogni singola gara dà al giocatore un quantitativo di denaro da spendere per acquistare motociclette sempre più competitive o per riparare i danni subiti dal proprio mezzo. Il videogioco termina quando il giocatore non è più in grado economicamente di riparare la propria moto o non può pagare la cauzione per uscire di prigione quando viene arrestato.

## Altri titoli della serie
Dal 1991 al 1999 sono stati pubblicati sei differenti titoli, oltre ad una conversione per Game Boy Advance del 2004. Road Rash e due dei suoi sequel sono stati in seguito inseriti in una raccolta disponibile per PSP.
- Road Rash II
- Road Rash III: Tour de Force
- Road Rash (3DO)
- Road Rash 64
- Road Rash 3-D
- Road Rash: Jail Break